# Sivert
Sivert ist ein Vorname.

## Herkunft und Bedeutung
Sivert ist eine schwedische und norwegische Variante der Namen Siegfried, Siefert, Sigvard oder Sieghard.

## Bekannte Namensträger
- Sivert Knudsen Aarflot (1759–1817), norwegischer Volksaufklärer
- Sivert Bjørnstad (* 1990), norwegischer Politiker
- Sivert Høyem (* 1976), norwegischer Sänger
- Sivert Wiig (* 1997), norwegischer Skilangläufer